# Meoneura prima
Meoneura prima is een vliegensoort uit de familie van de Carnidae. De wetenschappelijke naam van de soort is voor het eerst geldig gepubliceerd in 1903 door Becker.